# Marcello Piazza
Marcello Piazza (Napoli, 11 settembre 1935 – Napoli, 6 settembre 2022) è stato un medico e ricercatore italiano.
Divenne noto per aver fatto chiarezza sulle modalità di trasmissione del virus dell'epatite B.

## Biografia

### Studi e formazione
Nato a Napoli l'11 settembre 1935; il padre nacque a San Potito Sannitico, piccolissimo paese della provincia di Caserta. Sua madre, Carla Kulhànkovà, nacque a Brno da una prestigiosa famiglia della Moravia. Il padre, medico, fu allievo prediletto del prof. Giuseppe Moscati. Marcello Piazza ha frequentato la Facoltà di Medicina e Chirurgia dell'Università degli Studi di Napoli ove si è laureato nel 1959, con lode. Durante i primi anni universitari ha frequentato, quale allievo interno, l'Istituto di Chimica Biologica diretto dal prof. Francesco Cedrangolo, ove, ancora studente pubblicò sei lavori scientifici sul metabolismo del triptofano – acido nicotinico, in collaborazione col prof. Ernesto Quagliariello, poi divenuto Presidente del Consiglio Nazionale delle Ricerche. Durante la frequenza del quarto anno di Medicina conobbe il prof. Fernando De Ritis, già allora famoso per avere scoperto “le transaminasi”, per lo studio delle epatiti virali, che ancora oggi sono tra gli accertamenti di base che si eseguono abitudinariamente. Restò enormemente colpito dalla grande personalità scientifica e clinica del professore e divenne suo collaboratore frequentando, da studente, il suo reparto clinico, pur continuando a lavorare in Chimica Biologica. Quasi contemporaneamente Marcello Piazza conseguì la laurea ed il prof. De Ritis fu chiamato dalla Facoltà di Medicina e Chirurgia di Napoli a dirigere la Clinica di Malattie Infettive. De Ritis propose a Piazza di collaborare con lui. L'area di ricerca era costituita dalle epatiti virali ma l'agente etiologico di queste non era stato mai isolato e la malattia, sotto vari aspetti, era molto nebulosa. Per questo motivo molti ricercatori si dedicavano allo studio dell'epatite del topo, il cui agente eziologico, virus MHV3 era molto ben conosciuto e studiato. Inoltre il quadro determinato da questo virus nel topo era molto simile a quello dell'epatite umana (necrosi delle cellule epatiche, aumento delle transaminasi del siero, ecc.). Piazza studiò questa epatite e dimostrò tra l'altro che nell'intestino del topo esiste una sostanza che inattiva l'infettività del virus, per cui le feci dell'animale infetto non sono infettanti, nonostante l'enorme quantità di virus presente nel sangue dello stesso animale.
Le ricerche sulle epatiti sperimentali aumentavano sempre di più nel mondo talché un editore USA propose a Piazza di scrivere un libro su tale argomento.  Piazza, coadiuvato dai maggiori studiosi (tra cui Sir Christopher H. Andrewes - Salisbury; P. Lépin – Paris; R. W. McCollum – Yale University New Haven; J. B. Nelson–Rockefeller University New York ; B. H. Ruebner – Johns Hopkins University, Baltimore), scrisse il libro “Experimental Viral Hepatitis”.
Dal 1959 al 1971, Piazza ha svolto la sua attività presso la Clinica delle Malattie Infettive dell'Università di Napoli come assistente volontario, straordinario, aiuto, dedicandosi sia all'attività clinica, di ricerca e didattica. Nel 1965 è stato nominato Responsabile di uno dei reparti della Clinica. Nel 1971 ha vinto il concorso nazionale per la Cattedra di Malattie Infettive dell'Università di Bari e nello stesso anno è stato chiamato a ricoprire la Cattedra di Malattie Infettive R (II cattedra) della Università di Napoli.

### Attività universitaria: didattica, clinica e ricerca
Dal 1º novembre 1971 Piazza, a 36 anni, inizia l'attività di Direttore della Cattedra di Malattie Infettive R. Il DPR n. 252 del 25.05.1972 istituisce la II Facoltà di Medicina dell'Università degli Studi di Napoli e decreta che i 14 professori di ruolo (Piazza era tra questi) delle cattedre R, ope legis, costituiscono questa nuova Facoltà di Medicina. Nella nuova sede Piazza organizza i nuovi locali di degenza, i differenti ambulatori, le attività didattiche e di ricerca. Nel corso della sua carriera ha pubblicato più di 200 lavori su riviste internazionali. 
Qualche anno prima (1968) Blumberg aveva individuato il virus dell'epatite B e questa scoperta aprì le conoscenze al nuovo mondo delle epatiti virali, con grande entusiasmo dei ricercatori che si dedicavano al loro studio. Piazza studiò molti aspetti di questa malattia.

#### Modalità di trasmissione Epatite B
Ricerche che hanno definitivamente chiarito la controversa modalità di trasmissione del Virus Epatitico B
Negli anni '70 era cognizione comune che il virus dell'epatite B si trasmetteva per via parenterale (inoculazione di sangue infetto, punture con aghi o strumenti contaminati con sangue infetto, ecc.) e/o per via orale (enterica)
Nel 1975 fu scoperto, (analogamente a quanto già dimostrato per il virus epatitico del topo MHV-3), che nell'intestino di tutti gli individui è presente una potente sostanza che inattiva il virus, per cui le feci di individui affetti da epatite B non sono infettanti. Il virus dell'epatite B, che è molto diffuso nell'ambiente – molti soggetti, pur godendo apparente ottima salute, sono infetti e diffondono il virus (è stato trovato su giocattoli, biberon, bottiglie, tavoli, in ambienti odontoiatrici, su poltrone, sedie, strumenti odontoiatrici, ecc. e conserva l'infettività per molte settimane), se introdotto per via orale non causa l'infezione perché è inattivato da questa sostanza (inibitore). 
Ma allora nei malati affetti da epatite B, che non avevano subito trasfusioni né si erano punti con aghi infetti, in quale modo era penetrato il virus? 
Allora fu descritta una nuova modalità di trasmissione, la via parenterale inapparente (inapparent parenteral route): il virus penetra nell'organismo attraverso microlesioni difficilmente individuabili della cute o delle mucose.
Innanzi ad una problematica tanto importante per la salute pubblica, la Sanità Americana ristudiò il problema e confermò tutte le esperienze su descritte: inibitore intestinale, via parenterale inapparente, attribuendo la paternità a Piazza. 
Oggi sui libri per medici e studenti è scritto che il virus B non si trasmette per via orale ma solo per via parenterale e soprattutto per via parenterale inapparente.

#### Schema Vaccinazione Epatite B nuovi nati divenuto legge
Ideazione dello schema di vaccinazione di tutti i nuovi nati contro l'epatite B che è diventato legge della Repubblica Italiana.
Quando fu scoperto il vaccino contro l'epatite B, quasi tutte le Autorità Sanitarie dei vari Paesi stabilirono di vaccinare solo alcune categorie a rischio di infettarsi (partners sessuali o familiari di soggetti infetti, tossicodipendenti, personale medico e paramedico, ecc).
Piazza ritenne che accanto alle summenzionate categorie dovevano essere vaccinati anche i nuovi nati. Infatti la malattia, se contratta in giovanissima età, evolve quasi sempre verso la cirrosi epatica ed il cancro del fegato. 
Poiché in Italia esisteva la legge per cui tutti i nuovi nati dovevano essere obbligatoriamente vaccinati al terzo, quinto ed undicesimo mese di vita contro la difterite, tetano e poliomielite, fu ritenuto che sarebbe stato molto utile fare contemporaneamente alle summenzionate vaccinazioni, anche quella contro l'epatite B. Non esistevano studi in proposito. Dopo una lunga serie di ricerche, iniziate nei primi mesi del 1983, fu dimostrato che il vaccino contro l'epatite B non interferiva con gli altri vaccini ed era altamente immunogeno.
Dopo severissime verifiche da parte delle Autorità Sanitarie, lo Stato italiano promulgò la legge per cui per la vaccinazione contro l'epatite “si esegue lo Schema Piazza che prevede l'immunizzazione al terzo, quinto e undicesimo mese di vita contemporaneamente alle altre vaccinazioni obbligatorie (poliomielite – difterite – tetano)” .
Nella stessa legge, lo Stato Italiano stabiliva che tutti i dodicenni dovevano essere obbligatoriamente vaccinati contro l'epatite B e ciò solo per i primi dodici anni (dal 1991 al 2003) per ottenere la saldatura immunologica tra i primi nati vaccinati nel 1991 e quelli nati nel 2003.
Da osservare che molti anni prima della promulgazione della legge sopra indicata (1991), in molte località italiane, la vaccinazione contro l'epatite B era stata integrata nei vaccini obbligatori dell'infanzia.
Oggi, l'epatite B è praticamente scomparsa nelle giovani generazioni italiane (negli anni '80 essa causava ogni anno in Italia circa dieci mila morti – dati Istituto Superiore di Sanità- ). 
Dopo l'Italia, anche altre Nazioni (nel 2005 erano 168) hanno integrato il vaccino contro l'epatite B con gli altri vaccini dell'infanzia.

#### Infezione contemporanea con più virus epatitici
Ipotesi, successivamente confermata, che l'infezione contemporanea con più virus epatitici possa causare epatite fulminante
È stato ipotizzato nel 1975 che l'infezione con diversi virus epatitici possa causare epatite fulminante. Nel 1987 è stato dimostrato che in un soggetto affetto da epatite acuta B la malattia divenne fulminante, causando la morte del paziente, dopo l'infezione con il virus dell'epatite A. Queste ricerche sono state approfondite successivamente da altri ricercatori dopo la scoperta di altri virus epatitici con studi pubblicati sulle più importanti riviste scientifiche.

#### Controversie sulla infettività gammaglobuline intramuscolari
Dimostrazione che le vecchie gammaglobuline umane normali per uso intramuscolare, impiegate fino al Marzo 1993, non hanno mai trasmesso l'epatite C
Ha dato la prima diretta evidenza che le gammaglobuline umane normali per uso intramuscolare, di cui sono state somministrate nel mondo centinaia di milioni di dosi, preparate da unità di sangue non screenate per il virus epatitico C (usate in Italia e nel mondo fino al marzo 1993), anche se HCV-RNA positive, non hanno mai trasmesso l'epatite C. Queste ricerche hanno risolto definitivamente un fondamentale problema sia sul piano etico che legale. Infatti in Italia e nel mondo numerosi soggetti affetti da epatite C attribuivano la loro malattia al pregresso impiego di immunoglobuline sia normali che specifiche (ad es. antitetaniche). 
In studi pubblicati con Michael Houghton, coscopritore del virus dell'epatite C (HCV) dimostrò che le immunoglobuline prodotte dopo il 1993, da sangue screenato per HCV, non contengono anticorpi neutralizzanti HCV. Al contrario, le immunoglobuline prodotte fino al 1993, da sangue non screenato per HCV, contenevano elevatissime concentrazioni di anticorpi neutralizzanti HCV.

#### Immunoglobuline specifiche contro il virus epatite C
Ha ideato il metodo per produrre immunoglobuline specifiche contro il virus dell'epatite C. Queste contengono alte concentrazioni di anticorpi neutralizzanti i vari ceppi di virus C. L'Ufficio Brevetti USA e quello Europeo, dopo severissimi controlli, hanno approvato il metodo per la produzione di questo farmaco, rilasciando i relativi brevetti.

#### AIDS, impatto con la malattia e “Bacio appassionato”
Nell'estate del 1981 comparve in USA una misteriosa malattia che conduceva sempre alla morte. Poiché la malattia si diffondeva sempre più, Piazza ritenne che sarebbe giunta anche in Italia. A causa dei suoi compiti istituzionali, prima ancora che si conoscessero le esatte modalità di trasmissione della nuova malattia (avrebbe potuto diffondersi anche per via aerea) volle osservare di persona tali pazienti. Si recò a Parigi all'Ospedale Claude – Bernard ove si ricoveravano gli ammalati di AIDS (provenienti dall'Africa) e dove lavoravano i suoi colleghi proff. Coulaud e Saimot. L'impatto con tali pazienti fu impressionante: si trattava di soggetti affetti contemporaneamente da varie patologie infettive, altamente defedati, che morivano inesorabilmente tra grandi sofferenze. Piazza studiò anche l'organizzazione dell'Ospedale e dopo alcuni giorni tornò a Napoli. Organizzò nella Clinica da lui diretta un reparto dedicato a tale patologia (circa 20 letti). In quel momento non era stato ancora diagnosticato alcun caso in Italia. Solo dopo dieci mesi si ricoverò il primo paziente e gradualmente altri ancora; per due anni circa questo reparto gestì tutti i pazienti in Campania. Frattanto le problematiche dell'AIDS aumentavano sempre più e Marcello Piazza per molti anni diresse il Centro di Riferimento AIDS Regione Campania - CERIFARC – con l'importante compito di coordinare le attività assistenziali e di prevenzione su tutto il territorio campano. Nel frattempo, aumentando sempre più il numero dei pazienti, furono individuate altre strutture infettivologiche per la diagnosi e la cura di questa temibile malattia.
Le autorità sanitarie del mondo si occupavano di vari aspetti della malattia e in particolare della prevenzione di essa. Piazza fu colpito dal fatto che non si era mai approfondita la possibilità di trasmissione del virus attraverso il bacio, che era praticamente ritenuto innocuo. Secondo Piazza ciò era ovvio se ci si riferisce ad un comune bacetto che possono scambiarsi due fidanzati, ma in un contesto sessuale ripetitivo e talora traumatizzante quale ad esempio il bacio appassionato prolungato (bacio alla francese o prolonged open – mouth kissing) ove possono verificarsi anche lesioni sanguinanti, la possibilità di trasmettere il virus, anche se rara, non può essere del tutto esclusa. Infatti, nel 1987 Piazza ha dimostrato l'aumento di concentrazione di sangue nella saliva dopo il bacio appassionato. Si sottolinea che le concentrazioni di sangue sono particolarmente elevate nella saliva di soggetti tossicodipendenti sieropositivi. Dopo la pubblicazione della ricerca su JAMA nel 1987, si accese nel mondo un profondo dibattito. In Italia questo aspetto fu molto considerato dai mass media; si ricordano, tra le tante altre, la trasmissione al TG1 moderata dal giornalista Piero Badaloni, con la partecipazione, oltre che di Piazza, di Edwige Fenech e la trasmissione su RAI 3 moderata dal giornalista Andrea Barbato. 
Le autorità sanitarie nel mondo, all'epoca, non si pronunciarono definitivamente contro o a favore il “bacio appassionato”, probabilmente per non aumentare la grande tensione e preoccupazione già esistenti. Eppure nei numerosi studi epidemiologici sui soggetti infetti, al fine di trovare la modalità con cui si erano contagiati, fatti da severissimi esperti epidemiologi USA che indagavano con grande precisione sulle abitudini di tali soggetti, figura che in circa il 13% dei casi di infezione, la modalità di trasmissione risulta sconosciuta! 
Solo dopo molti anni, dal 1998 a causa del possibile rischio di trasmissione, i Centers for Diseases Control (CDC) di Atlanta (USA) raccomandano di evitare il bacio appassionato con un partner infetto.  I CDC nella sezione Frequently asked question alla domanda "Can I get HIV from kissing?" Così rispondono: “No. You cannot get HIV from casually kissing someone (or vice versa) who has HIV. Skin is a greater barrier against HIV. It is not recommended to engage long, open mouth kissing (“French Kissing”) with someone who has HIV and one of you has an open sore in or around the mouth”. 

## Cariche ricoperte
È stato Direttore per molti anni della Clinica delle Malattie Infettive e della Scuola di Specializzazione in Malattie Infettive dell'Università “Federico II” di Napoli.
È stato Membro Esperto di Epatite Virale dell'Organizzazione Mondiale della Sanità (OMS);
Presidente della Società Italiana di Malattie Infettive e Parassitarie;
Membro effettivo della Commissione Nazionale Epatite del Ministero della Salute;
Membro effettivo della Commissione Nazionale AIDS del Ministero della Salute.
Dal gennaio 2011 è Professore Emerito di Malattie Infettive dell'Università “Federico II” di Napoli.